# Nachal ha-Ela
Nachal ha-Ela (hebrejsky: נחל האלה, arabsky: وادي السنط,Vádí es-Sunt) je vádí na Západním břehu Jordánu a v Izraeli.

## Trasa toku

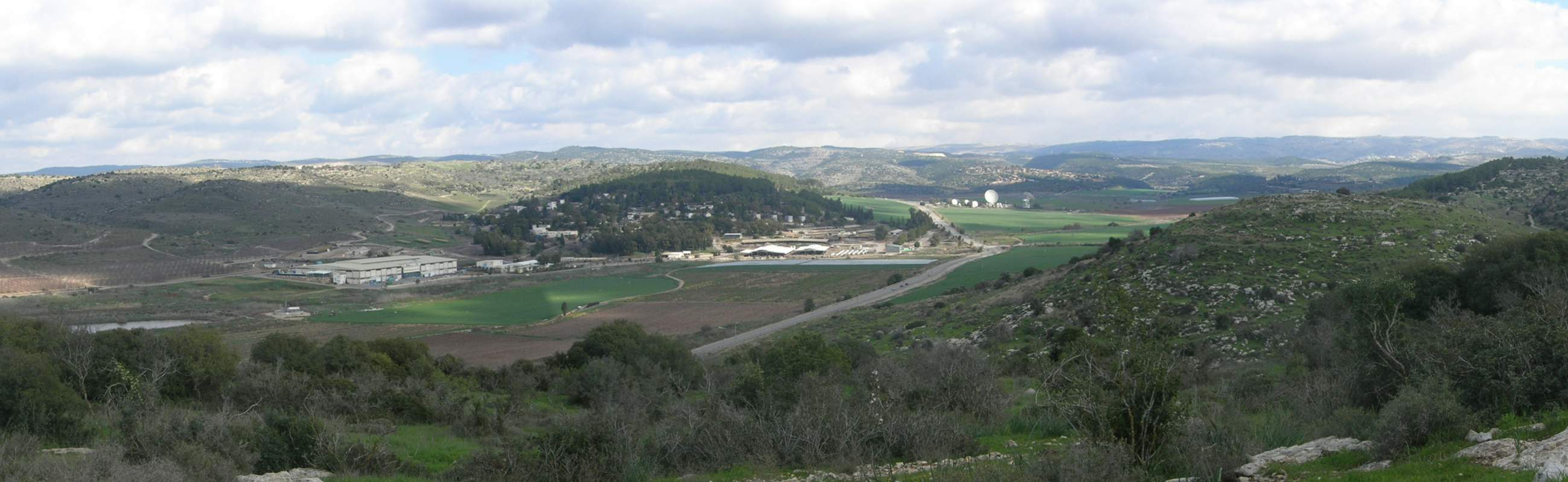
Pohled na vesnici Netiv ha-Lamed He a údolí Nachal ha-Ela

Začíná v kopcovité krajině v Judských horách, západně od města Chalchul. Teče pak severozápadním směrem a poblíž vesnice Aderet vstupuje na území Izraele. Následný úsek poblíž vesnic Neve Micha'el, Netiv ha-Lamed He a Zecharja vede zalesněným mělkým údolím v nadmořské výšce okolo 250 metrů. Jde o údolí zmiňované v Bibli jako údolí Ela neboli Dolina Posvátného stromu, a to v První knize Samuelově 17,2: „Ale Saul a muži Izraelští sebravše se, položili se v údolí Elah, a sšikovali se k bitvě proti Filistinským“ Právě v potoce Nachal ha-Ela měl biblický David vybrat několik kamenů, které pak použil do praku proti Goliášovi. Na ploše cca 220 dunamů (22 hektarů) zde je vyhlášena přírodní rezervace, která chrání vegetaci podél toku, zejména vzácný druh stromového porostu. Jde například o jilmy (konkrétně druh Ulmus canescens). Poblíž vesnice Netiv ha-Lamed He do Nachal ha-Ela ústí zprava vádí Nachal Sansan a jeho přítok Nachal Eciona.
V dalším úseku pokračuje Nachal ha-Ela tentokrát již k západu skrz pahorkatinu Šefela, která se pozvolna sklání do pobřežní planiny. Z východu obtéká město Kirjat Mal'achi a pak už zcela rovinatou krajinou míří k severozápadu. U vesnice Štulim na východním okraji města Aškelon ústí do řeky Lachiš, která pak po několika kilometrech vtéká do Středozemního moře.

## Přítoky
levostranné
- Nachal Chachlil
- Nachal Luzit
- Nachal Cafita
- Nachal Barkos

pravostranné
- Nachal Gdor
- Nachal Sansan
- Nachal Micha
- Nachal Barkaj